# Atemptat a Bir al-Abed
L'Atemptat a Bir al-Abed fou un atac perpetrat el 24 de novembre de 2017, quan la mesquita sufí al-Rawda a la ciutat de Bir al-Abed, a la governació del Sinaí del Nord (Egipte), va ser atacada durant les oracions del divendres. L'atemptat perpetrat amb bombes i armes de foc va assassinar almenys 305 persones i va ferir-ne més de 128, sent l'atac més sagnant de la història d'Egipte.

## L'atac
Segons els mitjans de comunicació locals, entre 25 i 30 atacants, muntats en quatre vehicles tot terreny i amb banderes d'Estat Islàmic, van plantar dues bombes, per, després de detonar-se, obrir foc als oradors a la mesquita sufí d'Al-Rawada, a Bir al-Abed. A més a més, quan les ambulàncies van arribar al lloc de l'atemptat, els atacants van obrir foc contra els membres sanitaris, mitjançant emboscades prèviament planificades.
L'atac, no va ser reivindicat fins a hores després, però des del primer moment es va creure que la branca d'Estat Islàmic a la regió del Sinaí, Wilayat Sinai, éssent el primer atac que realitzaven a una mesquita.

## Víctimes
A les 16:50 hores del 24 de novembre, l'agència de notícies de Mena va informar que l'atac havia causat almenys 235 morts i 130 ferits. La policia va declarar que les víctimes van ser traslladades a hospitals locals, ja que les forces militars van bloquejar les rutes d'escapament.

## Reaccions
Egipte: Segons la televisió estatal, Egipte va declarar tres dies de dol nacional després de l'atac. El portaveu del ministre egipci de salut va descrire l'atac com un "atac terrorista".
 Rússia: El president rus Vladimir Putin va declarar en un telegrama de condolències que "l'assassinat de civils com a acte religiós destaca per la seva crueltat i cinisme. Estem convençuts una vegada més que la moral humana dels terroristes és completament aliena al món".
Diversos líders governs d'arreu del món van condemnar els fets mitjançant comunicats oficials i missatges a les xarxes socials. Algunes organitzacions, incloent les Nacions Unides, el Regne Unit, la Federació Russa, Iran Geòrgia, Afghanistan, Índia, Jordània, France, Palestina, Hamas, Turquia, Canadà, Black Lives Matter, el Vaticà, Qatar, la lliga Àrab, NATO, Nigèria,Itàlia, Kuwait, Pakistan, Aràbia Saudi, els Països Baixos, Iraq, els Emirats Àrabs, els Estats Units, i la Unió Europea.